# 志帥會
志帥會（日语：／ Shisuikai），常被稱為二階派（村上、龜井派→江藤、龜井派→龜井派→舊龜井派→伊吹派→二階派）。
志帥會是日本自民党内主要派系之一，源自日本民主党河野一郎的鹰派派阀，使其成为自民党内的鹰派。典故出自《孟子.公孫丑上》：「夫志，氣之帥也。」1998年由龟井集团和旧渡边派合并而成，称江藤-龟井派。2003年改为龟井派。自成立起就是自民党内重要势力之一。但2001年小泉纯一郎出任首相后，屡遭打击。2005年该派领袖龟井静香与小泉纯一郎闹翻，退出自民党另立“国民新党”，而该派大批成员也因为不支持小泉推動的邮政改革政策而被开除出党，因此该派在自民党内影响力迅速衰弱。2012年志帥會會長伊吹文明出任眾議院議長，把會長職務交給二階俊博，伊吹派改成「二階派」。
二階俊博接手後，不斷吸納當初因為郵政改革而離開自民黨的人回歸，同時又吸納民主黨系議員加盟，加上二階在2016-2021年成為自民黨幹事長長達5年，使志帥會在自民黨的勢力與日俱增。
2024年1月19日，受派系募款回扣醜聞影響，二階派決定解散派系。

## 國會勢力
二階派解散前擁有35個眾議員和9個參議員，當中包括1個特別會員（非自民黨黨員的會員）。

## 關联条目
- 新的波浪
- 保守傍流
- 自由民主黨派閥